# Vogelsang (Solingen)
Vogelsang ist ein aus einer Hofschaft hervorgegangener Ortsteil in der bergischen Großstadt Solingen. Am Vogelsang befinden sich neben der Realschule und dem Gymnasium Vogelsang sowie dem Familienbad Vogelsang auch der Botanische Garten Solingen und die Biologische Station Mittlere Wupper.

## Lage und Beschreibung
Vogelsang befindet sich im südöstlichen Bereich des Stadtbezirks Gräfrath unmittelbar an der Grenze zu Wald. Der Ortsteil liegt auf einem in das nördlich gelegene Demmeltrather Bachtal abfallenden Höhenzug, der im Süden durch die Korkenziehertrasse und den Botanischen Garten begrenzt wird. Nordöstlich verläuft die Frankenstraße, die Vogelsang über das Städtische Klinikum Solingen mit der Solinger Innenstadt verbindet. Eine nach dem Ort benannte Straße Vogelsang zweigt von der Frankenstraße ab. Östlich liegt die Siedlung Wasserturm des Spar- und Bauvereins Solingen.
Benachbarte Orte sind bzw. waren (von Nord nach West): Eckstumpf, Heide, Foche, Zentral, Obenscheidt, Herberg, Hecken, Eigen, Eigener Feld, Demmeltrath und Hahnenhaus.

## Etymologie
Der Ortsname kommt in vielen Gegenden vor. Er deutet auf ein Gebiet mit Büschen hin, in denen es viele Singvögel gibt. Der einstmalige Hof hatte wohl auch einmal den Namen Kindesgütchen.
Möglicherweise kann der Ursprung des Ortsnamens allerdings auch von einer Signalfeuerstelle herrühren (Vogel = Fackel), wie dies in anderen Orten nachgewiesen ist.

## Geschichte
Vogelsang war in Form einer Hofschaft schon im 17. Jahrhundert vorhanden. In dem Kartenwerk Topographia Ducatus Montani, Blatt Amt Solingen, von Erich Philipp Ploennies aus dem Jahr 1715 ist der Ort mit einer Hofstelle verzeichnet und als Vogelſang benannt. Die Topographische Aufnahme der Rheinlande von 1824 verzeichnet den Ort als Vogelfang und die Preußische Uraufnahme von 1844 als Vogelsang. In der Topographischen Karte des Regierungsbezirks Düsseldorf von 1871 ist der Ort erneut als Vogelsang verzeichnet.
Der Ort gehörte ursprünglich zur Honschaft Gräfrath innerhalb des Amtes Solingen. Im Zuge von Grenzkorrekturen wurde der Ort 1807 zusammen mit dem Nachbarort Hahnenhaus der Honschaft Scheid zugeschlagen. Nach Gründung der Mairien und späteren Bürgermeistereien 1808 gehörte Hahnenhaus so zur Bürgermeisterei Wald, die 1856 zur Stadt erhoben wurde und lag dort in der Flur III. Scheid.
1815/16 lebten 26, im Jahr 1830 52 Menschen im als Weiler bezeichneten Vogelsang. 1832 war der Ort weiterhin Teil der Zweiten Dorfhonschaft innerhalb der Bürgermeisterei Wald. Der nach der Statistik und Topographie des Regierungsbezirks Düsseldorf als Hofstadt kategorisierte Ort besaß zu dieser Zeit drei Wohnhäuser und sechs landwirtschaftliche Gebäude. Zu dieser Zeit lebten 33 Einwohner im Ort, davon einer katholischen und 32 evangelischen Bekenntnisses. Die Gemeinde- und Gutbezirksstatistik der Rheinprovinz führt den Ort 1871 mit fünf Wohnhäusern und 51 Einwohnern auf. Im Gemeindelexikon für die Provinz Rheinland von 1888 werden für Vogelsang fünf Wohnhäuser mit 33 Einwohnern angegeben. 1895 besitzt der Ortsteil fünf Wohnhäuser mit 30 Einwohnern, 1905 werden sechs Wohnhäuser und 30 Einwohner angegeben.
Mit der Städtevereinigung zu Groß-Solingen im Jahre 1929 wurde Vogelsang ein Ortsteil Solingens. In der Nachkriegszeit erlebte Vogelsang einen beispiellosen Bauboom, der Bau von Mehrfamilienhäusern, einige davon auch ein Dutzend Stockwerke hoch, ließ den einstigen Hofschaftscharakter Vogelsangs rasch verwischen. Ein einziges bergisches Haus, das teilweise schieferverkleidet ist, steht heute noch am Ubierweg inmitten der dichten Wohnbebauung. Die bauliche Entwicklung des Ortes wurde durch dessen Lage inmitten der neu gebildeten Großstadt Solingen positiv beeinflusst. So bestanden nach dem Zweiten Weltkrieg auch Überlegungen, die zerstörte Solinger Innenstadt in dem unbebauten Gebiet zwischen Eigener Feld und Vogelsang neu aufzubauen. Diese wurden jedoch verworfen.
Die Geschichte des Schulzentrums Vogelsang mit der Realschule und dem Gymnasium Vogelsang auf den ehemaligen Ackerflächen zwischen Eigener Feld und Vogelsang begann im Jahre 1969 mit dem Ratsbeschluss zur Schaffung des größten und teuersten Schulkomplexes in der Solinger Nachkriegsgeschichte. Bis 1976 entstand daraufhin der verschachtelte Komplex auf den weitläufigen Flächen bei Vogelsang.

Der Botanische Garten hat seine Ursprünge in einem vor der Städtevereinigung am Vogelsang geplanten Friedhof samt Gärtnerei beziehungsweise einer Baumschule.:26ff. Zur weiteren Vorgeschichte des späteren Botanischen Gartens siehe hier. Er wurde bis in die frühen 1960er Jahre geplant und gebaut und im Jahre 1963 eröffnet. Seit dem Jahre 2010 steht er samt Tropenhaus unter Denkmalschutz. Nach heutigen Stadtbezirksgrenzen gehört Vogelsang zu Gräfrath.

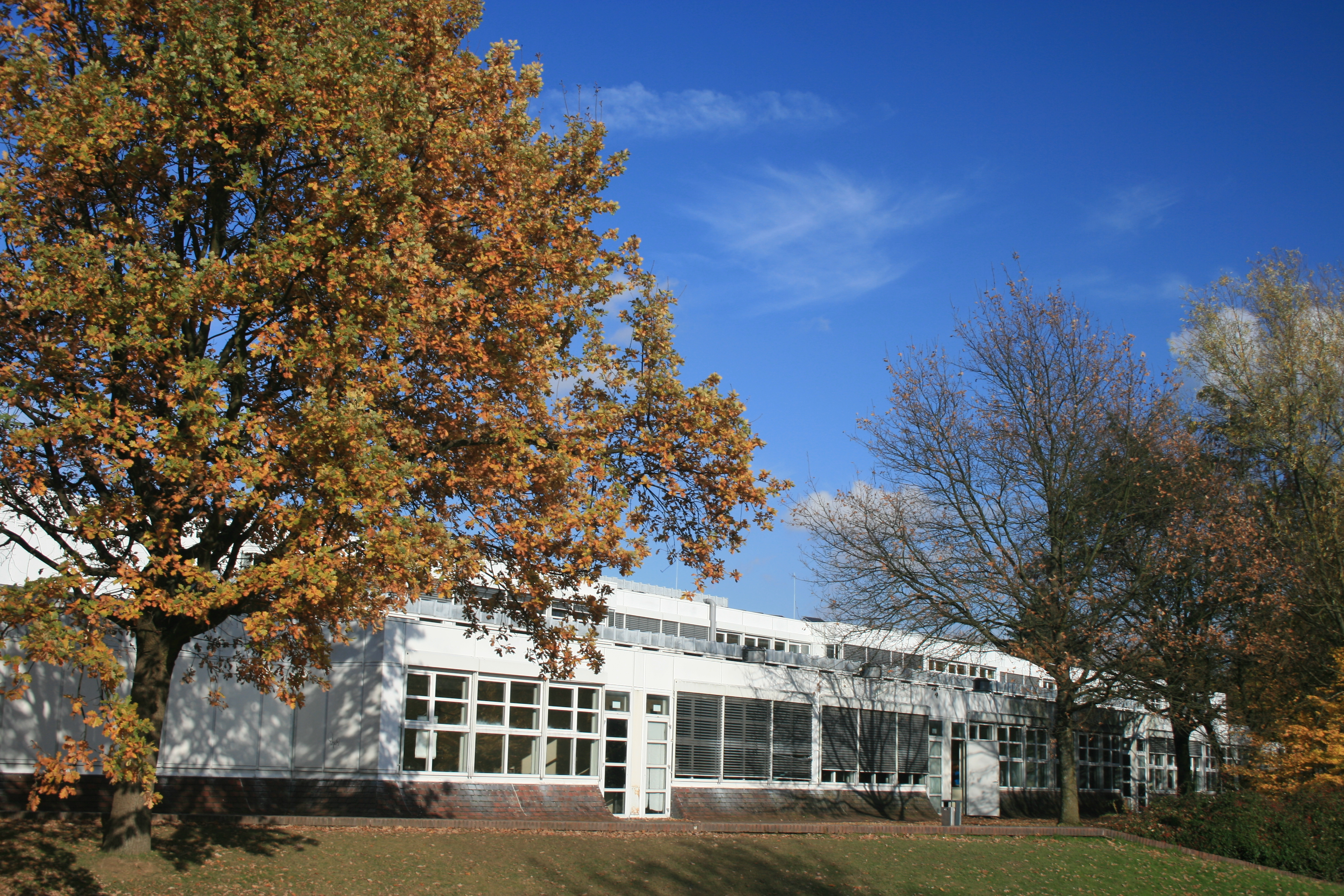
Schulzentrum Vogelsang
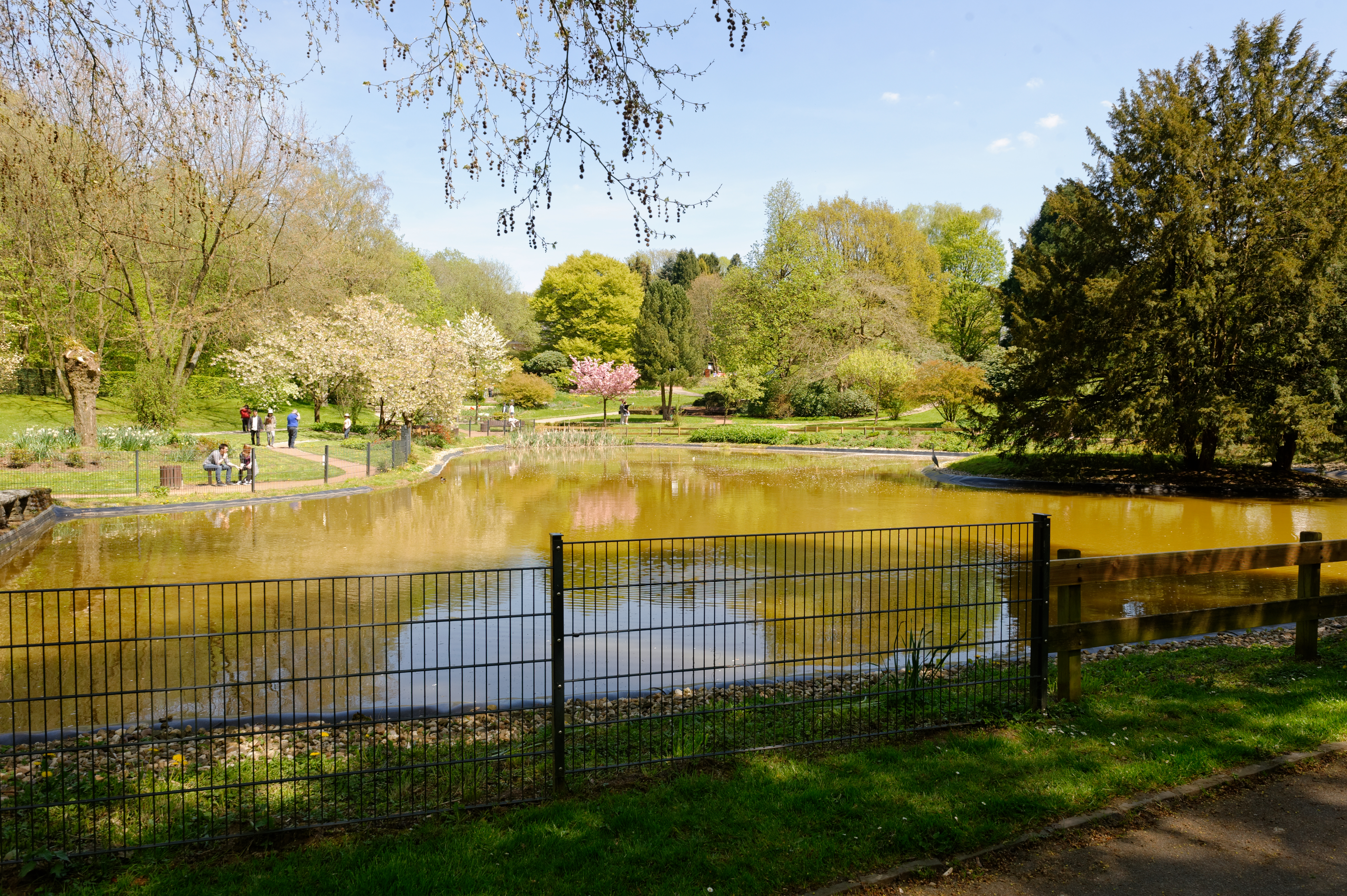
Botanischer Garten

## Schwimmbad

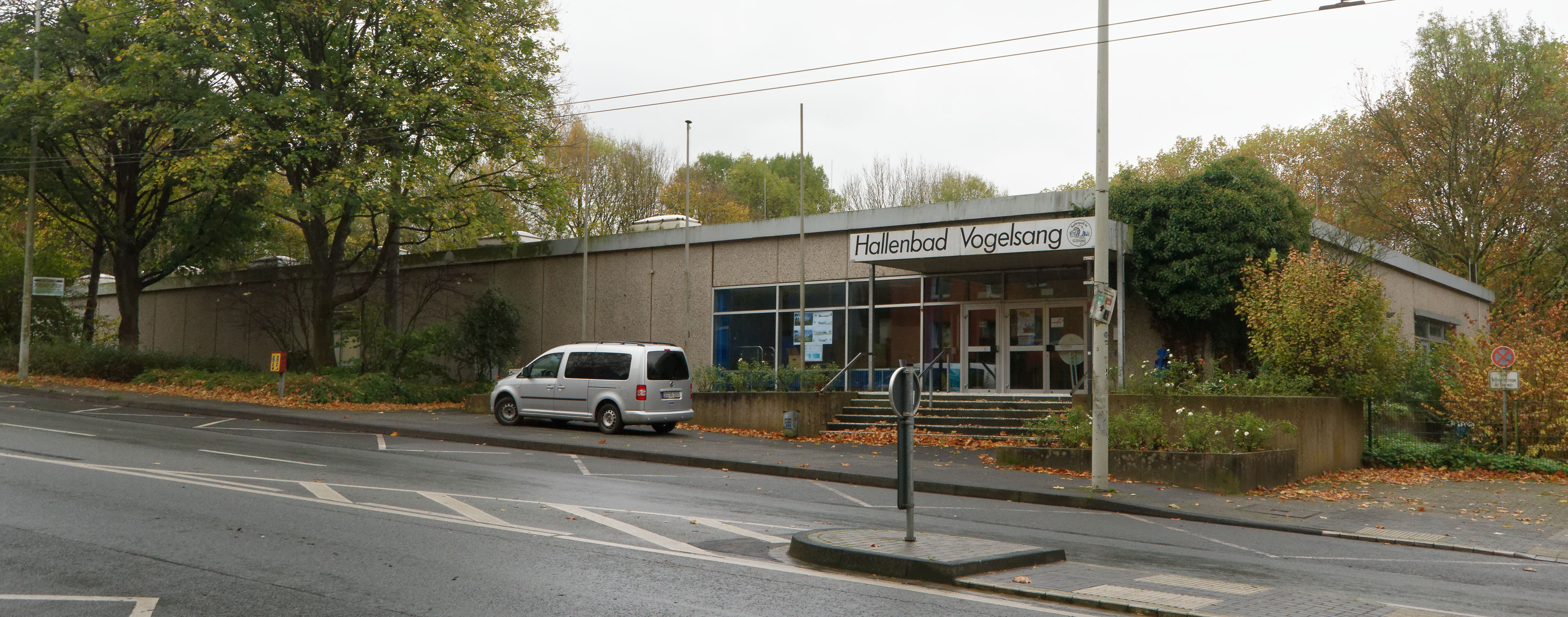
Hallenbad Vogelsang vor dem Abriss (2017)

Am Standort Vogelsang eröffnete im Zuge der Errichtung des Schulzentrums Vogelsang die Stadt Solingen im Jahre 1975 auch ein Hallenbad, das Hallenbad Vogelsang. Träger des Hallenbades war seit der formellen Privatisierung am 1. Juli 2010 die Solinger Bädergesellschaft mbH, die über die Beteiligungsgesellschaft Solingen mbH eine 100-prozentige Tochtergesellschaft der Stadt Solingen blieb. Bis Anfang der 2010er Jahre hatte das Hallenbad einen massiven Investitionsstau zu verzeichnen. Im Jahre 2012 wurden die Kosten für eine Sanierung auf 3,7 Millionen Euro geschätzt, alternativ wurde ein Abriss und Ersatzneubau diskutiert, der zu dieser Zeit mit 5,9 Millionen Euro kalkuliert wurde. Die Beteiligungsgesellschaft Solingen war jedoch finanziell nicht in der Lage, die Verluste der Bädergesellschaft weiterhin zu tragen geschweige denn die Kosten eines Ersatzneubaus zu finanzieren.
So verzögerte sich die weitere Entscheidung zur Zukunft des Hallenbades bis 2017, als die Technischen Betriebe Solingen die Solinger Bädergesellschaft kauften und fortan die Verluste ausglichen. Über Sonderkredite in Höhe von 9 Millionen Euro wurde der Abriss des alten Hallenbades und der Neubau eines Familienbades am gleichen Standort finanziert. Mitte Oktober 2017 wurde das alte Hallenbad geschlossen, die Bauarbeiten dauerten bis zum Frühjahr 2019 an. Das neue Familienbad Vogelsang öffnete fristgerecht am 23. März 2019 seine Türen und wurde von der Bevölkerung gut angenommen.:S. 144f. Wie das ehemalige Hallenbad verfügt auch das neue Familienbad über ein 25-Meter-Becken, ein Lehrschwimmbecken und einen Kleinkinderbereich. Außerdem gibt es eine Cafeteria.